# Římskokatolická farnost Sedlec
Římskokatolická farnost Sedlec je územním společenstvím římských katolíků v rámci vikariátu České Budějovice - venkov českobudějovické diecéze.

## O farnosti

### Historie
V roce 1781 byla v Sedlci zřízena lokálie. V roce 1877 byla zde zřízena farnost.

### Současnost
Farnost nemá sídelního duchovního správce, spravuje ji ex currendo farní vikář katedrální farnosti v Českých Budějovicích.
| Kostel                      | Místo          | Bohoslužba             | Bohoslužba             | Poznámka     |
| --------------------------- | -------------- | ---------------------- | ---------------------- | ------------ |
| Kaple                       | Lékařova Lhota | neslouží se pravidelně | neslouží se pravidelně | obecní kaple |
| Kostel sv. Jana Nepomuckého | Sedlec         | neděle                 | 11.00                  | farní kostel |